# Božena Kropáčková

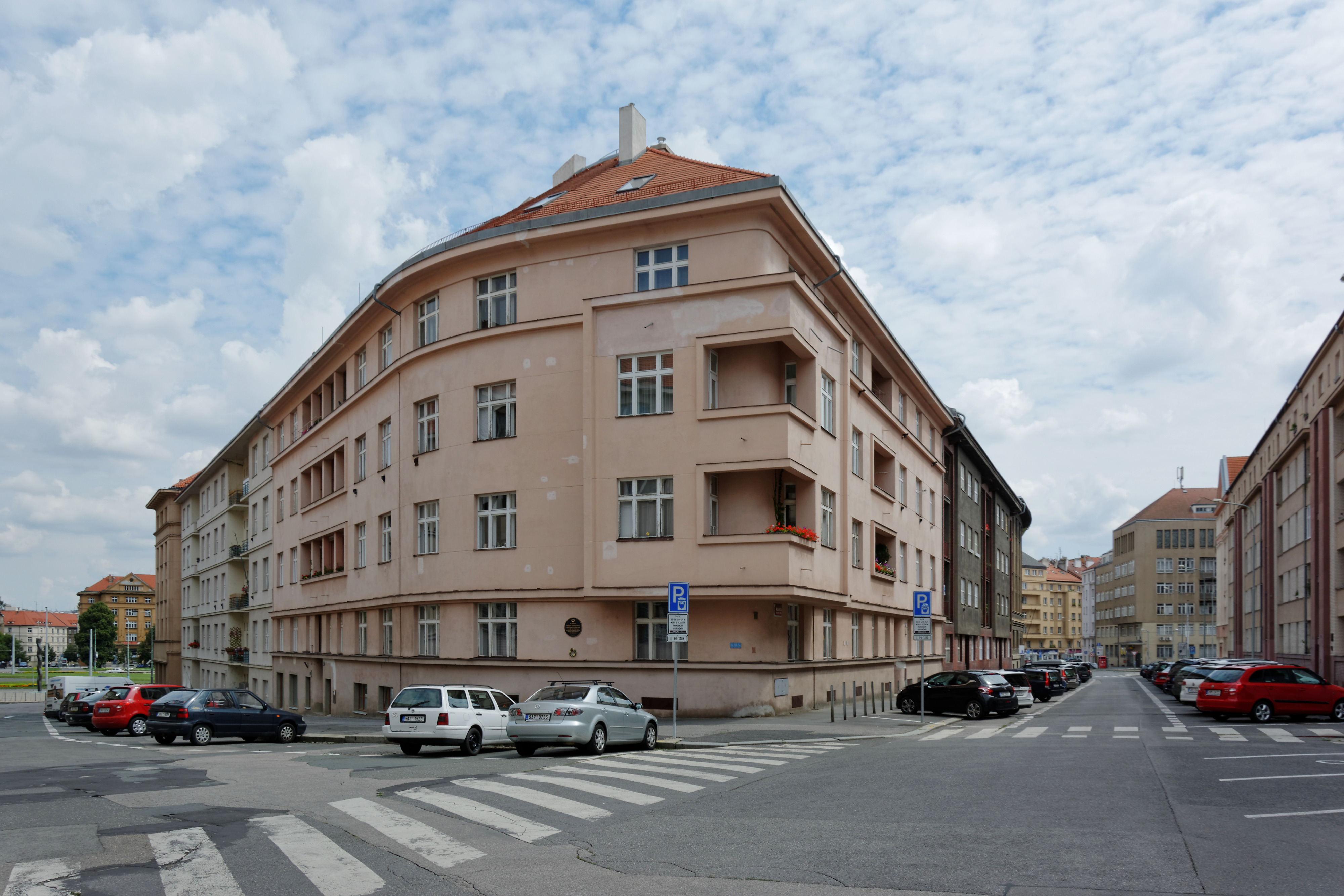
Dům v Praze, Buzulucká 6, kde manželé Kropáčkovi žili, v přízemí je patrná kruhová pamětní deska Boženě Kropáčkové.

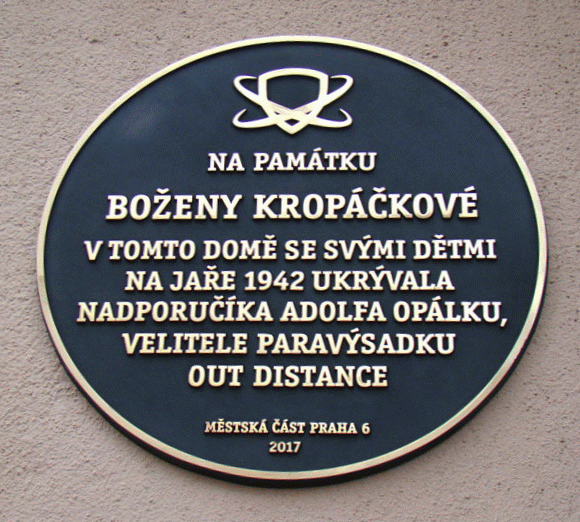
Detail kruhové pamětní desky Boženě Kropáčkové

Božena Kropáčková (18. února 1901, Čeladná – 21. června 1975, Havířov) byla manželka československého vojáka, plukovníka generálního štábu a příslušníka domácího protinacistického odboje Václava Kropáčka. Navzdory skutečnosti, že její manžel byl od prosince 1939 vězněn, odsouzen k trestu smrti a v prosinci roku 1943 popraven, zapojila se Božena Kropáčková do odboje především tím, že pomáhala podvakrát ukrývat (od 5. května 1942 do 25. května 1942 a pak ještě od 30. května 1942 do 5. června 1942) parašutistu nadporučíka Adolfa Opálku z výsadku Out Distance, který v jejím bytě přečkal i četnickou prohlídku.

## Životopis

### Roky 1901 až 1924
Božena Kropáčková se narodila 18. února 1901 v Čeladné jako Opělová, ale záhy po smrti svého biologického otce změnila příjmení na Pavlisková (podle svého nevlastního otce). Měla tři bratry. Po absolvování měšťanské školy v Místku pracovala jako slečna k dětem a poté, co se rodina přestěhovala do Košic, pokračovala ve stejné práci v židovské rodině. Potom pracovala jako telegrafistka na místním ředitelství Československých drah. Od roku 1923 byla činná v České straně národně socialistické (od roku 1926 v Československé straně národně socialistické). Svého budoucího manžela poznala Božena Pavlisková v Košicích, kde Václav Kropáček tehdy sloužil v hodnosti kapitána pěchoty u 39. výzvědného pluku. Svatba se konala 30. ledna 1924 a oddávajícím byl kapitán duchovní služby Jaroslav Janák.

### Potomci
Boženě a Václavu Kropáčkovým se v průběhu jejich manželství narodily celkem tři děti. Prvorozený syn Václav Kropáček (*1927 – 31. srpna 1929) zemřel ve věku dvou let na následky opaření. Druhorozený syn Jiří Kropáček se narodil 27. února 1930 a dcera Hana Kropáčková se narodila 27. prosince 1934.

### Roky 1927 až 1939
V době od 1. října 1927 do 30. září 1930 studoval Václav Kropáček v Praze na Vysoké škole válečné a někdy v té době se jeho rodina přestěhovala z Košic do Prahy. V roce 1930 se Kropáčkovi přestěhovali nakrátko do Litoměřic (tam byl Václav Kropáček přeložen v rámci vojenské služby). V roce 1932 se ale stěhovali zpět do Prahy, neboť byl Václav Kropáček povýšen do hodnosti majora a byl povolán na Hlavní štáb československé armády.
Božena Kropáčková byla ženou důstojníka, vychovávala dvě děti (syna Jiřího a dceru Hanu) a pečovala o domácnost. Její manžel Václav působil od 7. září 1931 do 29. září 1935 u mírové skupiny I. oddělení Hlavního štábu Ministerstva národní obrany (HŠ MNO), se kterou se zúčastnil (jako jeden ze dvou vojenských poradců československé delegace) odzbrojovací konference v Ženevě. (V té době jeho rodina bydlela v Praze-Dejvicích v ulici Na hutích.)
Přednostou nově vytvořeného Vojenského kabinetu ministra národní obrany Františka Machníka se Václav Kropáček stal k 1. lednu roku 1936. (Tuto funkci zastával od 1. ledna 1936 až do června roku 1939). O rok a půl později (1. července 1937) byl Václav Kropáček povýšen do hodnosti podplukovníka Hlavního štábu a rodina se přestěhovala (v rámci Dejvic) do domu číslo popisné 678 na nároží ulic Bachmačské (dnes (2019) Kafkova) a Hanáckého pluku (dnes (2019) Buzulucká ). Na této jejich nové adrese (Dnes (2019) ulice Buzulucká 678/6 160 00 Praha 6 – Dejvice) je zastihlo jak podepsání Mnichovské dohody (30. září 1938), tak i německá okupace Čech a Moravy (15. března 1939).

### Práce v odboji
Po likvidaci československé branné moci (v letních měsících roku 1939) byl bývalý podplukovník Václav Kropáček přidělen (jako odborový rada) na ministerstvo zemědělství, kde se ihned zapojil do protiněmecké „vojenské“ ilegální odbojové organizace Obrana národa (ON). Kropáček pracoval v tzv. první garnituře ON, která byla ale záhy (již koncem srpna 1939) odhalena gestapem. Ve dvou zatýkacích vlnách (na podzim 1939 a v únoru 1940) pak došlo německými represivnímu složkami prakticky k rozbití a zničení této první garnitury ON. Dne 14. prosince 1939 byl Václav Kropáček zatčen gestapem. Spolu s ním byli zatčeni i jeho dva přátelé a kolegové: plukovník generálního štábu Antonín Hron a plukovník Josef Pták.

### Věznění
Václav Kropáček byl nejprve (až do 1. srpna 1943) vězněn ve vazební věznici na Pankráci a odtud byl pak převezen do německého Budyšína. Mezitím se jeho manželka Božena Kropáčková starala o dvě nezletilé děti (směla bydlet na stejné adrese; dnes (2019) ulice Buzulucká 678/6 160 00 Praha 6 – Dejvice) a zároveň se (v rámci možností) snažila získat informace o tom, co se děje s jejím manželem. (Václav Kropáček ve vazební věznici na Pankráci jako chodbař organizoval síť předávání zpráv (tzv. motáků), díky níž byla řada odbojářů zachráněna.)

### Jan Zelenka–Hajský
Na Boženu Kropáčkovou se na přelomu dubna 1942 a května 1942 obrátila její kamarádka a bývalá úřednice Sokola Slavomíra Čechová s žádostí o zajištění ilegálního ubytování pro parašutistu. (Po návštěvě Jana Zelenky–Hajského dne 28. dubna 1942 Slavomíra Čechová ubytovala u sebe četaře aspiranta Josefa Bublíka (paravýsadek Bioscop) a četaře Jana Hrubého (paravýsadek Bioscop).) Následně Slavomíra Čechová přivedla 5. května 1942 do bytu ke Kropáčkovým velitele paravýsadku Out Distance nadporučíka Adolfa Opálku.

### U Kropáčkových
Dětem Boženy Kropáčkové byl Adolf Opálka představen jako „strýček Balcárek“ z Místku. Dcera Hana této identitě příchozího uvěřila, starší Jiří ale situaci správně pochopil. V bytě Kropáčkových se několikrát zastavil i Jan Zelenka–Hajský s prosbou o zajištění oblečení, obutí, konzerv a cigaret. Adolf Opálka stihl během několika večerů vyprávět Boženě Kropáčkové o svém dětství, ale i o své cestě do Anglie. První období pobytu Adolfa Opálky v bytě Boženy Kropáčkové trvalo od 5. do 12. května 1942.
Třípokojový byt byl jako úkryt pro Adolfa Opálku poněkud nevhodný, neboť pokoje se nacházely paralelně vedle sebe a byly průchozí. Improvizovaná skrýš byla vytvořena tak, že ke dveřím ložnice byl přiražen velký šatník a z druhé strany (v ložnici) skříň. Ve skrýši bylo možno se usadit na malou židli bez opěradla, která zároveň sloužila jako stupínek, když Adolf Opálka přes skříň v ložnici vlézal do svého úkrytu. (Adolf Opálka ale jinak pobýval v jídelně, kde spal na kanapi.) Adolf Opálka byl neustále ve střehu. Při každém zazvonění zvonku u dveří Kropáčkovic bytu zmizel ve své tajné skrýši mezi šatníkem a skříní; zbraně a pár osobních věcí měl ukryté v kapsách (včetně protektorátní občanské legitimace na jméno Balcárek), po ruce měl klobouk i aktovku s dalšími svými věcmi.
Stavební uspořádání domu, kde Kropáčkovi bydleli, bylo naopak výhodou, protože dům byl na půdě i ve sklepích propojen se sousedním domem, tudíž i s dalším vchodem. Nevýhodou byla ale budova naproti, kde sídlila úřadovna Wehrmachtu.
Ubytování Adolfa Opálky logicky vyžadovalo větší zásobování rodiny, což při lístkovém systému znamenalo pro Boženu Kropáčkovou nutnost obrátit se o pomoc na své příbuzné na venkově. Potravinami a surovinami přispěli nejen její švagr ze Soběkur ale také strýček Jožka Opěla, pekař v Ronově nad Doubravou. Větším problémem bylo oblečení a boty. Něco opět obstaral strýček Jožka Opěla, některé věci nosil Adolf Opálka po Václavu Kropáčkovi.

### Terezie Kasperová
Ubytovatel parašutistů Jan Zelenka-Hajský posléze Boženu Kropáčkovou požádal, zda by mohla pro Adolfa Opálku nalézt jiný byt. Adolf Opálka se dne 25. května 1942 přestěhoval do Velvarské ulice číslo 75/1630 do bytu Terezie Kasperové. Terezie Kasperová byla přítelkyní Boženy Kropáčkové. V době, kdy ji Božena Kropáčková požádala o tuto službu, byla už Terezie vdovou po popraveném plukovníku pěchoty Bohdanu Kasperovi. 
V bytě Terezie Kasperové našel Adolf Opálka útočiště v podkrovní skrýši, do které vedla malá dvířka, ukrytá za pohovkou. Do bytu Terezie Kasperové se Adolf Opálka vrátil i večer 27. května 1942 – v den atentátu na zastupujícího říšského protektora Reinharda Heydricha. Dne 28. května 1942 ve čtyři hodiny ráno byl celý dům zburcován Němci, jejichž houfování před zamčenými vchodovými dveřmi domu umožnilo Adolfu Opálkovi včas zmizet do úkrytu v podkroví. Na posteli pod polštářem však zůstal zapomenut jeho browning. Naštěstí si na něj vzpomněl dříve, než paní Terezie Kasperová Němcům otevřela. Ti obrátili vše včetně postele vzhůru nohama. Nevšimli si ale ničeho podezřelého, a tak na chodbě zarazili další skupinu s tím, že byt je v pořádku.
Odpoledne jsem zaslechla o atentátu na Heydricha, ztuhla jsem úplně, poněvadž jsem bezpečně věděla, že hoši od toho daleko nebyli ... Noc byla hrozná, všude duněly kroky hlídek, auta zběsile jezdila a já věděla, že budou domovní prohlídky. Tlampače vyzývaly k dopadení pachatelů. Kolem půlnoci byla prohlídka u nás, v naší ulici, v našem domě šli jen do některých bytů, mému se vyhnuli.
Božena Kropáčková, Těsně po atentátu na R. Heydricha, 

### Opět u Kropáčků
K prohlídce bytu u Boženy Kropáčkové nedošlo. Brzy ráno 28. května 1942 se Božena Kropáčková vydala do pankrácké věznice donést manželovi čisté prádlo a ihned poté navštívila byt Terezie Kasperové, kde shledala, že je vše v pořádku. Dne 30. května 1942 se Adolf Opálka na vlastní žádost vrátil do bytu Kropáčkových. Při rozhovoru s Kropáčkovou se zmínil o tom, že má za úkol se spolu s ostatními shromáždit na jednom místě a že tam, co budou ukryti, je značně chladno.
Adolf mi říkal, že půda je velmi horká, a bojím-li se, když se vrátil, že má možnost ihned odejít. Ujistila jsem jej, že může klidně zůstat. Tak jsme prožívali společně ty dny hrůzy.
Božena Kropáčková, O druhém pobytu Adolfa Opálky v jejich bytě, 
Byt Kropáčkových navštívila hlídka četníků. Měli s sebou fotografie předmětů doličných z atentátu. Skrytého Adolfa Opálku ale v bytě neodhalili. Ten se u Kropáčků skrýval až do 5. června 1942 a před svým odchodem byl vybaven teplými věcmi  jakož i velkým množstvím cigaret a konzerv. Při odchodu a loučení Adolf Opálka poprosil Boženu Kropáčkovou za odpuštění případných následků jeho pobytu u ní doma. Sám se pokusil zahladit všechny stopy svého pobytu, ale přesto v bytě zanechal rezervní pistoli a několik zásobníků.
V pátek před odchodem mě žádal, abych mu připravila něco teplého k oblečení. Vybavila jsem ho dobře. Měl na sobě teplé prádlo, na něm letní, šedý proužkový oblek, v aktovce měl tepláky, ty mu přinesla paní Vlčková a měl teplý anglický svetr šedý, bačkory vysoké, nové, teplé dlouhé dámské punčochy a pánské podkolenky. Liboval si, že nezmrzne, i když bude jako u ledu.
Božena Kropáčková, Pátek 5. června 1942, 

### Zahlazování stop
Po dobytí kostela svatého Cyrila a Metoděje v Resslově ulici (18. června 1942) usoudila Božena Kropáčková, že se pistole a zásobníků po Adolfu Opálkovi bude nutno zbavit. Inkriminované předměty tedy ukryla do krabice od bonbonů a v neděli 21. června 1942 se vydala s dětmi na odpolední procházku.
Na vltavském nábřeží u Sovových mlýnů její syn Jiří Kropáček poklekl, krabici si položil k nohám a předstíral, že si zavazuje tkaničku. Ve stejný okamžik se jeho matka jakoby zapotácela a skopla „nechtěně“ krabici do vody. Jako z udělání se v ten samý okamžik na nábřeží objevil protektorátní strážník, který tu byl na pochůzce, a přispěchal Kropáčkovic rodině „na pomoc“. Božena Kropáčková mu duchapřítomně vysvětlila, jak dětskou neopatrností přišli o poslední krabici předválečných bonbonů, které byly určeny jako dárek pro známé, k nimž mají namířeno. Strážník vyjádřil své politování, zasalutoval a odešel.
Přesto rodině Kropáčkových zůstala na Adolfa Opálku vzpomínka – malá kožená peněženka a klubko vlny, jako pozůstatek po teplém svetru, který nosili oba dva odbojáři (a v němž Adolf Opálka i zahynul).

### Další události
Božena Kropáčkova s Jiřím a Hanou přečkaly celou heydrichiádu bez sebemenšího podezření ze strany německých vyšetřovacích orgánů. Stejně se to podařilo i Slavomíře Čechové a Terezii Kasperové. Dokud neskončila druhá světová válka, nemohla si však být Božena Kropáčková jista ničím. Na její odbojovou činnost mohly německé vyšetřující složky přijít kdykoliv, ale nikdy se tak nestalo.
V létě roku 1943 byl Václav Kropáček převezen z pankrácké věznice do Německa (byl transportován přes Budyšín do Drážďan) a dne 27. října 1943 byl Lidovým soudem odsouzen za velezradu a zemězradu k trestu smrti. Společně byli ten den odsouzeni senátem Volksgerichtu ještě plukovník Josef Pták a plukovník generálního štábu Antonín Hron.  
Před popravou ale Božena Kropáčková svého manžela již navštívit nesměla. Právní zástupce Václava Kropáčka – JUDr. Egon Kubuschock – Boženu Kropáčkovou informoval, že dne 13. prosince 1943 byl její manžel společně se skupinou francouzských studentů popraven v Drážďanech stětím. Ani pohřbít vlastního manžela Boženě Kropáčkové nacisté nedovolili. Zádušní mše svatá za Václava Kropáčka byla sloužena v pražské katedrále svatého Víta dne 2. ledna 1944.

### Po druhé světové válce
Náčelník Hlavního štábu brigádní generál Bohumil Boček dne 5. listopadu 1945 ocenil Boženu Kropáčkovou, Terezii Kasperovou a Slavomíru Čechovou za poskytování úkrytu Adolfu Opálkovi medailí Za statečnost.  Božena Kropáčková obdržela rovněž československou medaili Za chrabrost před nepřítelem a v roce 1968 medaili ČSSR Za zásluhy o obranu vlasti.
Dne 27. října 1946 byla na rodném statku v Soběkurech Václavu Kropáčkovi (za účasti Boženy Kropáčkové a jejích dvou dětí) slavnostně odhalena (pod záštitou ministra národní obrany Ludvíka Svobody) pamětní deska. V roce 1947 byl Václav Kropáček (in memoriam) povýšen do hodnosti plukovníka.
Božena Kropáčková se po druhé světové válce stýkala s vdovami po hrdinech protinacistického odboje a nejbližších druzích svého muže:
- paní Hronovou (vdova po plukovníku Antonínu Hronovi),
- paní Ptákovou (vdova po plukovníku generálního štábu Josefu Ptákovi) a
- paní Jaroslavou Eliášovou (choť popraveného protektorátního předsedy vlády Aloise Eliáše).

Boženě Kropáčková byla vyměřena definitivní vdovská penze ve výši 7300 Kčs. Druhou světovou válku přežili i její tři bratři:
- František (pracoval jako stavitel firmy Svit v Batizovcích),
- Bohuslav (byl vicerektorem koleje piaristů v Mikulově) a
- Josef (byl pekařem v Hronově u Čáslavi).

### Po Únoru 1948
Dne 29. června 1948 dostala Božena Kropáčková „Osvědčení o státní a národní spolehlivosti“. Za šest týdnů poté ale byla 17. srpna 1948 zatčena v Soběkurech. Zatčen byl i její švagr Ing. Jiří Kropáček. 
Po zatčení v Soběkurech byla Božena Kropáčková převezena na Oblastní úřadovnu StB v pražské Bartolomějské ulici a následně byla umístěna do vazební věznice Státního soudu v Praze. Jak se později dozvěděla z obžaloby, souviselo její zatčení s vyšetřováním tzv. protistátní skupiny „Erkvie“.

### Protistátní skupina Erkvie
Na všechny členy protistátní skupiny „Erkvie“ podala definitivní trestní oznámení Oblastní úřadovna StB v Plzni 16. září 1948. Celkem bylo obviněno 24 osob (plus 5 mladistvých a plus 4 osoby, které byly poslány před vojenský soud).  Většina obžalovaných osob se měla provinit proti „Zákonu na ochranu republiky“ číslo 50/1923 Sbírky a to tím, že se měly ilegálně spolčovat, vytvářet tajnou síť, provádět špionáž a napomáhat politicky exponovaným osobám k tomu, aby se dostaly z Československa. Tato podvratná skupina byla údajně sdružena kolem svého organizátora, jímž byl označen dvacetiletý student Radomír Jánský – Klein (pocházející z Plzně), který se ale v době obvinění již nacházel mimo území Československa.

#### Výslech a obvinění
Při výslechu dne 20. srpna 1948 vedeném na Oblastní úřadovně StB v Praze údajně Božena Kropáčková vypověděla, že po ní Lumír Pánek žádal, aby sehnala plány a mapy pankrácké věznice. Přitom měla využít svých kontaktů na dozorce, kteří tam pracovali již v dobách nacistické okupace, kdy tam byl vězněn její manžel Václav Kropáček. Lumír Pánek jí doslova řekl, že byl pověřen úkolem dostat Prokopa Drtinu z věznice a následně do zahraničí. Díky svým konexím také měla navrhovat jména důstojníků, s nimiž by skupina mohla spolupracovat.
Obvinění Boženy Kropáčkové spočívalo v tom, že díky známosti s matkou Jánského – Kleina měla povědomí o jeho aktivitách na hranicích s Bavorskem. Dále po Kropáčkové ostatní členové protistátní skupiny (především ale Lumír Pánek) měli žádat kontakty na armádní důstojníky, kteří by mohli být podvratné skupině nápomocni v jejích protistátních aktivitách a zároveň by přinášeli důležité zprávy, které se posílaly do zahraničí. Božena Kropáčková měla být dle obžaloby také zasvěcena do plánovaného únosu bývalého poválečného ministra spravedlnosti Prokopa Drtiny z pankrácké věznice do zahraničí.
Ing. Jiří Kropáček  byl obviněn z toho, že (podle vyšetřovatelů) znal strukturu protistátní skupiny. Pro Lumíra Pánka měl v západních Čechách shánět spolehlivé osoby, které by pracovaly jako převaděči na československých hranicích. Navíc do aktivit skupiny zatáhl i svou švagrovou, po níž měl (dle obžalovacího spisu) taktéž žádat kontakty na spolehlivé osoby.

#### Kauza „Jánský – Klein a spol.“
Božena Kropáčková a Ing. Jiří Kropáček byli drženi ve vazbě od svého zatčení (17. srpna 1948) až do doby konání Státního soudu v Praze, který zasedal ve dnech 7. února 1949 až 12. února 1949. V případu skupiny „Erkvie“ neboli „Jánský – Klein a spol.“ padly následující verdikty:
- Radomír Jánský – Klein byl v nepřítomnosti odsouzen k trestu smrti,
- Lumír Pánek byl odsouzen na doživotí a
- Vladimír Boublík byl odsouzen na dva roky.

Čtyři lidé ze skupiny byli svých obžalob zproštěni v plném rozsahu:
- Hana Strnadová,
- Vladimír Svoboda,
- Božena Kropáčková a
- Ing. Jiří Kropáček.

Zproštění viny Kropáčkových se týkalo jak obvinění ze zločinu příprav úkladu o republiku, tak ze zločinu
vojenské zrady podle § 6 odst. 2 „Zákona na ochranu republiky“.
Soudce dr. Novák seznal výpověď Ing. Jiřího Kropáčka před Státním soudem za věrohodnou, zejména když tento uvedl, že výslechy u státní bezpečnosti byly dlouhé a vysilující a že se do protokolu dostaly okolnosti, které neodpovídají pravdě, a že administrativní protokol podepsal jen proto, aby už měl „od výslechu pokoj“.
Božena Kropáčková sice svoji činnost popisovanou žalobou doznala, ale tvrdila, že nevěděla, že by byl Lumír Pánek členem ilegální protistátní skupiny, že by ukládal o republiku a vyzvídal vojenská tajemství. Co se týká zápisu z výslechu u státní bezpečnosti pak uvedla, že tehdy byla tak rozrušena, že ani nevnímala, co do protokolu udává. Navíc oslovený soudní znalec konstatoval, že se u Boženy Kropáčkové jedná o lehce omezenou kritičnost a duševní depresi způsobené klimakteriem a tudíž o rozumovou ochablost.

### Závěr
V 60. letech dvacátého století se Božena Kropáčková pokusila převést ostatky svého muže Václava zpět do vlasti. Tělesné pozůstatky Václava Kropáčka totiž nebyly po jeho popravě (13. prosince 1943) díky jeho obhájci JUDr. Egonu Kubuschockovi a vězeňskému kaplanovi Bänschovi uloženy do neznámého hromadného hrobu, ale samostatně na drážďanském hřbitově. Po druhé světové válce byl tento hrob dokonce opatřen křížem a informací o zemřelém. Poté, co byly tělesné ostatky Václava Kropáčka vyňaty ze země a zpopelněny, převezla Božena Kropáčková urnu s jeho popelem do Československa, kde pak byla pietně uložena do rodinné hrobky v Soběkurech.
V 60. a 70. letech 20. století Božena Kropáčková střídavě žila v rodině svého syna a své dcery. Božena Kropáčková dožívala jako důchodkyně u své dcery v Havířově a tam také 21. června 1975 zemřela.

## Dovětek: potomci Boženy Kropáčkové
Syn popraveného Václava Kropáčka a Boženy Kropáčkové Jiří Kropáček (* 27. února 1930) se v roce 1955 oženil s Libuší Křelinovou, dceru spisovatele Františka Křeliny. Ten byl dne 4. července 1952 odsouzen k trestu 12 let odnětí svobody v procesu s tzv. Zelenou internacionálou. Jiří Kropáček působil jako historik umění v Alšově jihočeské galerii a posléze dlouhá léta na Filozofické fakultě Univerzity Karlovy. V současné době (2019) již není mezi živými.
Dcera popraveného Václava Kropáčka a Boženy Kropáčkové Hana Kropáčková (* 27. prosince 1934) pracovala jako zdravotní sestra. V době smrti své matky Boženy bydlela v Havířově. V současné době (2019) již není mezi živými.
MUDr. Hana Kutílková (narozena kolem roku 1965) – vnučka Boženy Kropáčkové a Václava Kropáčka je lékařkou. Žila v Havířově, ale po Sametové revoluci (po roce 1989) přesídlila do Itálie, kde v současné době (2017) žije. Vojenskému historickému archivu věnovala šavli a revolver svého dědy – Václava Kropáčka.

## Pamětní deska
Dne 6. června 2017 v 17.00 hodin byla na činžovním domě na adrese Buzulucká 678/6 160 00 Praha 6 – Dejvice  odhalena pamětní deska s nápisem: „Na památku / Boženy Kropáčkové. / V tomto domě se svými dětmi / na jaře 1942 ukrývala / nadporučíka Adolfa Opálku, velitele paravýsadku / Out Distance. // Městská část Praha 6 / 2017“